# Liste der Stolpersteine in Lichtenstein/Sa.

Stolperstein-Verlegung am Altmarkt

Gunter Demnig

Gunter Demnig, Jochen Fankhänel

Die Liste der Stolpersteine in Lichtenstein/Sa. enthält sämtliche Stolpersteine, die im Rahmen des gleichnamigen Kunst-Projektes von Gunter Demnig in Lichtenstein/Sa. verlegt wurden.

## Hintergrund
Mit diesen Gedenksteinen soll Opfern des Nationalsozialismus gedacht werden, die in Lichtenstein/Sa. lebten und wirkten. Die Initiative zur Verlegung von Stolpersteinen ging auf Carlos Kasper zurück, der im November 2023 zu einer ersten Diskussion einlud. Im Rahmen eines Projektes am Beruflichen Schulzentrum Lichtenstein (BSZ) wurden erste Recherchen zum Jüdischen Leben in der Stadt durchgeführt.
Die Verlegung der ersten drei Stolpersteine erfolgte am 20. September 2024 im Beisein des Bürgermeisters Jochen Fankhänel durch den Künstler Gunter Demnig, der im Anschluss an die Verlegung vor den Auszubildenden am BSZ einen Vortrag über seine künstlerischen Projekte und speziell zum Projekt Stolpersteine hielt.

## Liste der Stolpersteine in Lichtenstein/Sa.
Zusammengefasste Adressen zeigen an, dass mehrere Stolpersteine an einem Ort verlegt wurden. Die Tabelle ist teilweise sortierbar; die Grundsortierung erfolgt alphabetisch nach der Adresse. Die Spalte Person, Inschrift wird nach dem Namen der Person alphabetisch sortiert.
| Bild              | Adresse                   | Verlege- datum     | Person, Inschrift                                                                                                  | Anmerkung |
| ----------------- | ------------------------- | ------------------ | --- | --------- |
| weitere Bilder \| | Altmarkt 1 ·              | 20. September 2024 | Hier arbeitete Hedwig Hammerschlag Geb. Lewin Jg. 1876 Deportiert 1942 Theresienstadt Treblinka Ermordet 1.10.1942 |           |
| weitere Bilder \| | Ernst-Thälmann-Straße 2 · | 20. September 2024 | Hier wohnte Marcus Sass Jg. 1875 Verhaftet 1940 Polizeigefängnis Dresden Tot 12.10.1940                            |           |
| weitere Bilder \| | Ernst-Thälmann-Straße 2 · | 20. September 2024 | Hier wohnte Emma Sass Geb. Gowdiski Jg. 1875 Deportiert 1942 Theresienstadt 1943 Auschwitz Ermordet                |           |